# František Drtina
František Drtina (3. října 1861 Hněvšín (dnes součást obce Chotilsko) – 14. ledna 1925 Praha) byl český filozof, univerzitní profesor, politik a jeden ze zakladatelů skautingu v Česku. Jeho synem byl politik Prokop Drtina.

## Život
František Drtina pocházel z rodiny drobného rolníka. Roku 1872 odešel na studia do Prahy, nejprve na pražské Akademické gymnázium. Už zde nabyl rozsáhlé znalosti, zejména v jazykové oblasti (kromě klasických jazyků uměl i pět moderních evropských řečí). Po maturitě se zapsal na Filozofickou fakultu Karlo-Ferdinandandovy univerzity, kde v letech 1880–1886 vystudoval klasickou filologii a filozofii. Z učitelů měl na něj vliv zejména Gustav Adolf Lindner na pedagogice a Tomáš Masaryk na filozofii. Za studijního pobytu v Berlíně (1885–86) navštěvoval především seminář historika antické filozofie Eduarda Zellera; Friedrich Paulsen na něj zapůsobil svým panteismem a úsilím o filozofické založení pedagogiky.
Na další (dvouletou) studijní cestu po západoevropských univerzitách se vydal po doktorátu z filozofie v roce 1889; z Francouzů ho ovlivnil zejména Émile Boutroux. Postupně se zcela zaměřil místo původně vystudované filologie na filozofii. Po vysokoškolských studiích působil v Praze jako profesor na Akademickém gymnáziu, smíchovském gymnáziu a kolem roku 1891 na Jiráskově gymnáziu v Žitné ulici. V roce 1891 se na filozofické fakultě pražské univerzity habilitoval v oboru filozofie (prací Třídění jevů duševných v řecké filosofii) a v roce 1897 i pro pedagogiku. V roce 1899 byl jmenován mimořádným a 1903 řádným profesorem filozofie a pedagogiky. V roce 1899 převzal po G. A. Lindnerovi vedení pedagogického semináře. Ve školním roce 1905/1906 byl děkanem fakulty. Redigoval časopisy Česká mysl a Pedagogické rozhledy. V praktickém profesním životě byl zastáncem přístupu žen ke vzdělání.
V roce 1912 založil první český oddíl vodních skautů při vysokoškolském sportovním klubu. Ještě toho roku členové klubu provedli první dálkovou plavbu, když spluli na vorech Vltavu z Českých Budějovic do Prahy.
Za Rakouska-Uherska byl i politicky aktivní. Po roce 1900 patřil mezi zakladatele České strany lidové (realistické), jejímž vůdčím představitelem byl Tomáš Masaryk. V dubnu 1900 byl spoluautorem jejího prohlášení. Drtina byl roku 1902 spoluautorem rozsáhlého a propracovaného programu nové strany. Ve volbách do Říšské rady roku 1907 se stal za realistickou stranu poslancem Říšské rady (celostátní parlament), kam byl zvolen za okrsek Čechy 024. Usedl jako hospitant do poslanecké frakce Český klub. Ve vídeňském parlamentu setrval do konce funkčního období sněmovny, tedy do roku 1911.
Za první světové války byl spolupracovníkem domácího odboje (organizace Maffie) a v době převratu i Národního výboru. V letech 1918–1920 zastával (vyzván Karlem Kramářem a Antonínem Švehlou) úřad tajemníka ministerstva školství a národní osvěty (potom odborového přednosty); pomáhal tak utvářet československé školství. Za přednáškového kurzu v Holandsku (1920) položil jménem československé vlády základní kámen k pomníku J. A. Komenského v Naardenu. V roce 1920 se vrátil na Univerzitu Karlovu, jeho další činnost tu však ovlivnil špatný zdravotní stav. Zemřel v roce 1925.

### Rodinný život
František Drtina byl ženat; s manželkou Olgou (1870–1927), rozenou Foustkovou měli syna Prokopa (pozdější tajemník Edvarda Beneše) a dceru Olgu, která se v roce 1925 stala lékařkou.

## Filozofie

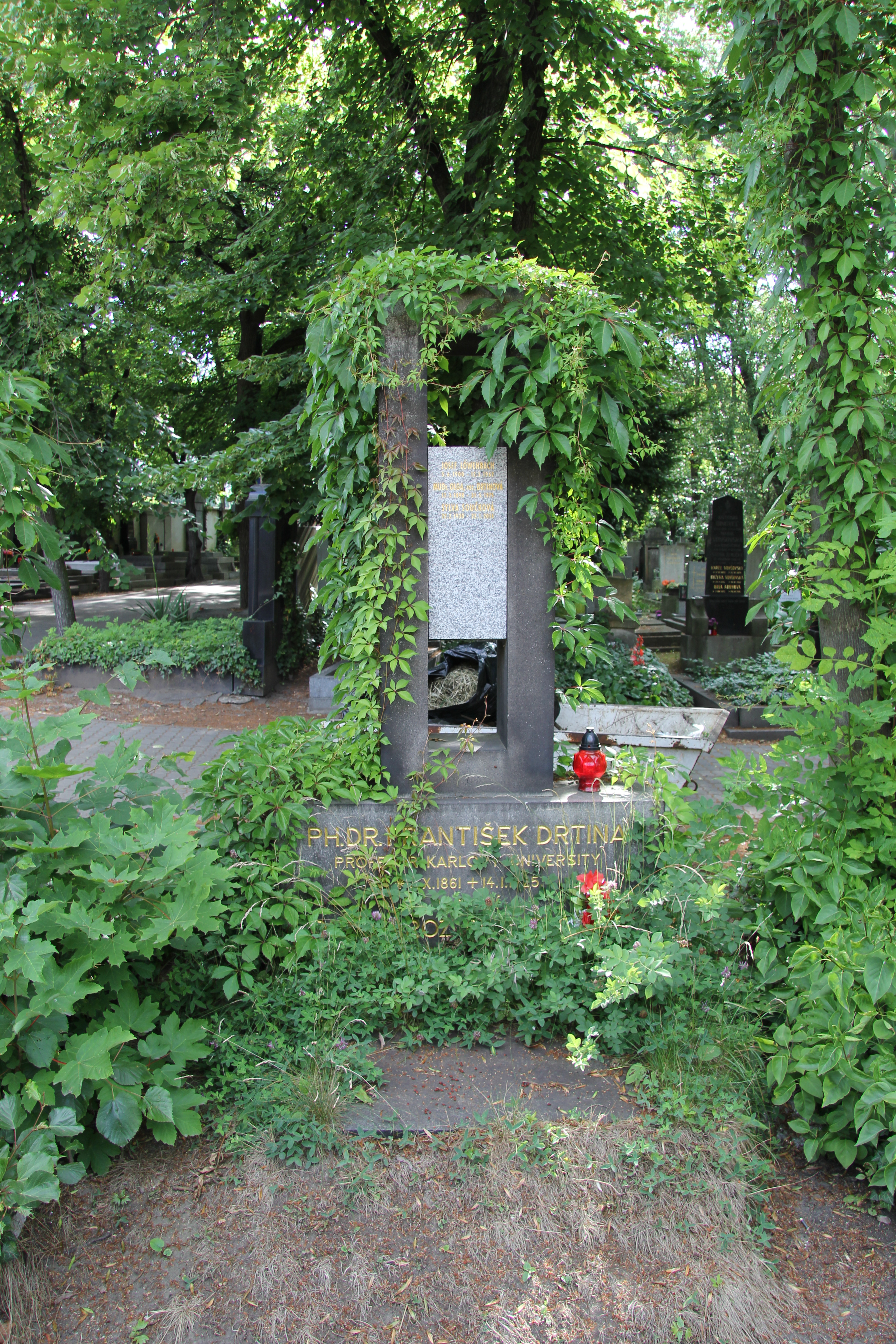
Hrob Františka Drtiny na Olšanských hřbitovech

Ve filozofii byl ovlivněn pozitivismem, ideou „vědecké filozofie“, neztotožnil se však s jeho skepsí vůči metafyzice. Filozofii chápal jako úsilí o jednotný světový a životní názor, „o vysvětlení všehomíra“: co je svět a jsoucno, jaký je důvod a cíl jeho bytí. Ve své činnosti má filozof vycházet především z poznatků věd, zejména přírodních; ty mu dávají impuls, aby se na filozofické (obecné) úrovni zabýval pojmy jako substance, prostor, čas, hmota, duše, síla, pohyb aj. Největším problémem filozofie je „člověk sám se svou duší“, tj. porozumění člověku a jeho bytí ve světě. D. měl blízko k panteismu; hmotu odmítal uznat za podstatu jsoucna: svět není jen „res extensa“ (věc rozprostraněná), ale i „res cogitans“ (věc myslící); filozofa-materialistu přirovnával k člověku redukujícímu hudbu na soubor notových značek. – Stálou pozornost věnoval dějinám filozofie: „Dějiny filozofie stávají se neustále soustavným studiem všech pokusů, jež se v dosavadním vývoji člověčenstva a speciálně evropského lidstva dály za utvořením jednotného názoru světového a životního.“ Vyzdvihoval význam antické (a ovšem i novověké) filozofie, chtěl však být spravedlivý i k filozofii středověké, v níž spatřoval vzájemné pronikání výsledků přemýšlení starých řeckých filozofů s články učení křesťanského. Za její nedostatek však shledával jednak jisté rozpolcení, dané dvojakostí „ideové podstaty evangelijní“ na straně jedné a tlaku životních podmínek („vezdejší přirozenosti“) na straně druhé, jednak její spoléhání na autority a nedostatečnou potřebu pátrat po nových pravdách. Svou koncepci vývoje filozofie vyložil ve své největší práci Myšlenkový vývoj evropského lidstva. Pokusil se v ní ukázat i filozoficky neškolenému čtenáři vývoj filozofie (jednotlivých jejích podob a jejich střetávání) jako odpověď na historické zkušenosti lidí. Soudil, že evropská filozofie se vyvíjí od starověkého racionalismu a naturalismu přes středověký supraracionalismus a supranaturalismus k novému, kritičtějšímu a prohloubenějšímu racionalismu a naturalismu, k humanitní myšlence a víře ve vývoj a pokrok. - V etice navazoval na Komenského a Masarykovo pojetí humanity. Humanitu považoval za vrchol mravní dokonalosti a kulturního vývoje; v jejím uskutečňování nacházel základní smysl lidského života. (Komenského řadil mezi renesanční humanisty; viděl v něm jednoho z nejvýznamnějších utopistů začátku novověku.) Humanitní ideál a problém jeho uskutečňování byly základním tématem i četných D. prací pedagogických. (V oblasti psychologicko-pedagogické kladl důraz na problém apercepce, tj. „duševního pochodu, jímž přijímáme a připodobujeme, asimilujeme nově přistupující elementy našeho vědomí s vědomím již hotovým“.) – O náboženství soudil, že je rovněž výsledkem lidského snažení o porozumění veškerenstvu. Vzniká z potřeb „lidské cítivosti a vůle“, tj. po rozumu „druhé, mocnější poloviny lidské bytosti“: „Má hlavně původ svůj v úžasu, bázni, vědomí nedostatečnosti, slabosti, závislosti na neznámých silách, jež vsakují se v život lidský.“ Jde o výtvor kolektivní (lidový), s výraznou povahou a významem sociálním, vedoucím i k zakládání svébytných společenství (církví atp.). Náboženství žije z nedostatečnosti vědy a filozofie: „Veliká síla rozumu je přece nekonečně malá v poměru k nekonečnosti neznáma, jež nás obklopuje.“ O svém vlastním stanovisku mj. napsal: „Věřil jsem vždy pevně a věřím v prozřetelnost, že Bůh, ať jakkoli představován, vnuká myšlenky naše i řídí osudy, že žijeme jako organická část v něm nejvnitřnějšími myšlenkami a citovými hnutími podle slov apoštolských 'In eo vivimus, movemur et sumus'.“ – F. Krejčí o D. filozofii napsal, že „je nesnadné podřadit ji některému z obvyklých směrů, ani do mé dvojice idealismus-pozitivismus nedá se bez výhrady vměstnati“; D. nakonec charakterizoval jako idealistického racionalistu.

## Památka
- 14. srpna 2010 mu Čestné občanství udělila rodná obec Chotilsko.[13]
- Pamětní deska na rodném statku v Hněvšíně, dnes se zde chovají koně.
- Je po něm pojmenována ulice Drtinova na pražském Smíchově, podle které i základní a střední škola v ní ležící. Další ulice jsou také v Hradci Králové, Chotěboři, Dvoře Králové nad Labem a Kostelci nad Orlicí
- Naučná stezka Prof. PhDr. Františka Drtiny po okolí Chotilska.
- Znovuobnovená Drtinova rozhledna na vrchu Besedná u Křeničné.
- Drtinovy duby – skupina památných stromů u Hněvšína.